# Giant Steps
| 전문가 평가                         | 전문가 평가 |
| 평가 점수                           | 평가 점수   |
| 출처                                | 점수        |
| ----------------------------------- | ----------- |
| AllMusic                            | [ 1 ]       |
| DownBeat                            | [ 2 ]       |
| Encyclopedia of Popular Music       | [ 3 ]       |
| Tom Hull                            | A−          |
| Penguin Guide to Jazz               | [ 5 ]       |
| The Rolling Stone Album Guide       | [ 6 ]       |
| The Rolling Stone Jazz Record Guide | [ 7 ]       |
| Virgin Encyclopedia                 | [ 8 ]       |

《Giant Steps》는 1960년 2월 애틀랜틱 레코드에 발매된 미국의 재즈 음악가 존 콜트레인의 다섯 번째 스튜디오 음반이다. 이 음반은 그가 작년에 새로운 계약을 체결한 애틀랜틱 레코드의 리더로서 그의 첫 번째 음반이었다. 이 음반은 역사상 가장 영향력 있는 재즈 음반 중 하나로 여겨진다. 많은 곡들이 재즈 색소폰 연주자들의 연습 템플릿이 되었다. 2004년, 이 음반은 내셔널 레코딩 레지스트리에 추가되기 위해 미국 의회도서관에 의해 그 해에 선택된 50개의 음반 중 하나였다. 2018년에는 50만 장을 팔아 골드 기록을 세웠다.
두 곡인 〈Naima〉와 〈Syeeda's Song Flute〉는 각각 당시 콜트레인의 아내와 그가 입양한 딸의 이름을 따서 지어졌다. 세 번째 곡인 〈Mr. P.C.〉는 이 음반에서 연주한 베이시스트 폴 체임버스의 이니셜에서 이름을 따왔다. 네 번째 〈Cousin Mary〉는 콜트레인의 사촌인 메리 라이얼리를 기리기 위해 이름 붙여졌다.

## 배경
1959년 마일스 데이비스의 비즈니스 매니저 해럴드 로벳은 애틀랜틱 레코드과 콜트레인의 연간 7,000달러(2021년 65,070달러 상당)의 보증이 포함된 레코드 계약을 협상했다. 밀트 잭슨이 이끈 1월 15일 데이트 이후 콜트레인의 새로운 계약 하에 두 번째 녹음 날짜인 이 음반의 초기 세션은 1959년 3월 26일에 열렸다. 콜트레인은 시더 월튼과 렉스 험프리스와의 이 세션의 결과에 불만족스러웠고, 따라서 그들은 음반에 사용되지 않았지만 후속 컴필레이션과 재발행에 참여했다. 이 음반의 주요 녹음은 콜트레인이 《Kind of Blue》의 마지막 세션에 참여한 지 2주 후인 5월 4일과 5일에 이루어졌다. 트랙 〈Naima〉는 12월 2일 그의 다음 음반인 《Coltrane Jazz》의 대부분을 후원할 마일스 데이비스 퀸텟의 리듬 섹션인 콜트레인의 밴드 동료들과 함께 녹음되었다.
콜트레인의 즉흥 연주는 소리판으로 알려지게 된 멜로디 구절을 예시하고, 콜트레인의 변화라고 알려지게 된 제3의 관련 화음 운동에 대한 그의 탐구를 특징으로 한다. 〈Giant Steps〉 코드 진행은 주요 3번째 떨어진 키 센터를 생성하는 독특한 코드 세트로 구성된다. 재즈 음악가들은 그 이후로 이 곡을 연습곡으로 사용했고, 어려운 화음의 변화는 "종류의 궁극적인 조화 도전"을 보여주며, 현대 재즈 즉흥 연주로의 관문 역할을 했다. 이 음반에 수록된 여러 곡들은 재즈 스탠더드가 되었고, 가장 눈에 띄는 것은 〈Naima〉와 〈Giant Steps〉이다.

## 곡 목록
모든 곡들은 존 콜트레인에 의해 작곡하였다.
| #  | 제목            | 재생 시간 |
| -- | --------------- | --------- |
| 1. | 〈Giant Steps〉 | 4:43      |
| 2. | 〈Cousin Mary〉 | 5:45      |
| 3. | 〈Countdown〉   | 2:21      |
| 4. | 〈Spiral〉      | 5:56      |

| #  | 제목                    | 재생 시간 |
| -- | ----------------------- | --------- |
| 5. | 〈Syeeda's Song Flute〉 | 7:00      |
| 6. | 〈Naima〉               | 4:21      |
| 7. | 〈Mr. P.C.〉            | 6:57      |

## 인증
| 국가                               | 인증 | 판매량/출하량 |
| ---------------------------------- | ---- | ------------- |
| 미국 (RIAA)                        | 골드 | 500,000       |
| 판매량+스트리밍을 기반으로 한 인증 |      |               |